# Placa de Tonga

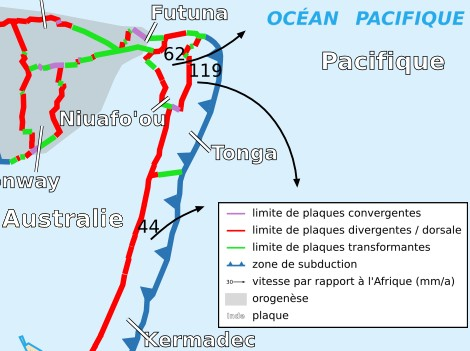
Mapa de la Placa de Tonga i les plaques veïnes (en francès)

La placa de Tonga és una microplaca tectònica de la litosfera de la Terra. La seva superfície és de 0,00625 estereoradiants. Normalment està associada amb la placa del Pacífic.
Es troba a l'oceà Pacífic occidental, i n'ocupa les illes de Tonga.
La placa de Tonga està en contacte amb les plaques de Niuafo'ou, Kermadec, australiana i pacífica. En els seus límits amb altres plaques destaca la Fossa de les Tonga, a la costa est de les Illes Tonga.
El desplaçament de la placa de Tonga es produeix a una velocitat de 9,3° per milió d'anys en un pol d'Euler situat a 28° 81'de latitud nord i 02°26' de longitud est (referència: placa del Pacífic).
La placa de Tonga pren el seu nom de les Illes Tonga.